# London, Midland and Scottish Railway
Железная дорога Лондона, Мидленда и Шотландии (англ. London, Midland and Scottish Railway, LMS) — железнодорожная компания Великобритании. Компания была создана 1 января 1923 года в соответствии с Железнодорожным Актом Парламента 1921 года, который объединял более 120 отдельных железных дорог в «Большую четвёрку».
Получившаяся компания была громоздкой конструкцией с участием во множестве видов деятельности помимо железных дорог. Помимо того, что это была крупнейшая в мире транспортная компания, она также была крупнейшей коммерческой организацией в Британской империи и второй по количеству сотрудников после почты. LMS также утверждала, что была крупнейшим акционерным обществом мира.
В 1938 году компания управляла 11 056 км железных дорог (не считая линий в Северной Ирландии), однако уровень прибыли был на очень низком уровне 2,7 %. После Второй мировой войны, вместе с остальными членами «Большой Четвёрки» Great Western Railway, London and North Eastern Railway и Southern Railway, LMS была национализирована 1 января 1948 года, став частью государственной British Railways.
LMS была крупнейшей из большой четвёрки и единственной, работающей во всех частях Соединённого Королевства: Англии, Северной Ирландии, Шотландии и Уэльсе.

## География

### Обзор
В 1921 году британский парламент принял так называемый Железнодорожный акт, согласно которому были созданы четыре крупные железные дороги, по сути, являвшиеся географическими монополистами в своих регионах, конкурируя лишь на своих границах и некоторых линиях, заходящих на территорию конкурента или совместно управляемых линиях.
Железная дорога Лондона, Мидленда и Шотландии работала в Лондоне и его округе, Мидлендс, Северо-Западной Англии, центральном и северном Уэльсе и Шотландии. Компания также управляла отдельной сетью железных дорог в Северной Ирландии.
Основными маршрутами были West Coast Main Line и Midland Main Line, которые были главными маршрутами двух крупнейших составляющих компаний, London and North Western Railway и Midland Railway соответственно.

### Совместные линии
LMS была совладельцем нескольких совместных железных дорог с другими членами Большой Четвёрки. Ситуация возникла из-за того, что ранее владевшие совместными дорогами компании вошли в разные сгруппированные компании. Большинство таких дорог было расположено на границах или около них двух и более компаний, однако были и линии, выходившие за эти пределы.
Совместно с London and North Eastern Railway (LNER) LMS управляла сетью бывшей Midland and Great Northern Joint Railway, которая превышала 295 км. Это была крупнейшая совместная железная дорога Великобритании по длине линий, проходящая от Питерборо до побережья Восточной Англии. Эта дорога была полностью присоединена к LNER в 1936 году.
LMS также владела большой совместной сетью с Southern Railway на линиях бывшей Somerset and Dorset Joint Railway. Эта сеть связывала Бат и Борнмут, проходя по территории, отведенной другой компании Большой Четверки, Great Western Railway (GWR).

### Зоны конкуренции
Будучи географически крупнейшей из сформированных компаний, LMS имела протяженные границы с LNER и GWR, хотя пересечение с Southern Railway было очень ограниченное в силу отсутствия прямых маршрутов сквозь Лондон.
Конкуренция с LNER была в основном в премиальном пассажиропотоке из Лондона в Шотландию на параллельных маршрутах по западному побережью (LMS) и восточному побережью (LNER). Соперничество проявлялось в постоянном улучшении комфортности пассажиров и сокращении времени в пути. Эти две компании также конкурировали за пассажиропоток между Лондоном, Восточным Мидлендом, Саут-Йоркширом и Манчестером, с веткой бывшей Midland Railway с Сент-Панкрас (LMS) и ветка Great Central Railway с Мэрилебон (LNER), обе предоставлявшие экспрессы в этих направлениях.
Направление из Лондона в Бирмингем было полем жесткой конкуренции, где LMS имел экспрессы на West Coast Main Line через Рагби, а Great Western Railway — через Банбери.

### Северная Ирландия
Железная дорога Лондона, Мидленда и Шотландии была единственной из Большой Четверки, работавшей и в Северной Ирландии, обслуживая большинство крупных городов региона.
1 июля 1903 года Midland Railway купила Belfast and Northern Counties Railway и стала управлять использовать её маршруты под собственным именем. После группировки LMS продолжила использование линий в 323 километра с шириной колеи 1 600 мм и 101 километр с колеёй 914 мм.

### Странности маршрутов
В 1912 году Midland Railway купила London, Tilbury and Southend Railway, работавшая между Фенчёрч Стрит и Шуберинес с петлей в Тилбери. Позднее эта часть страны перешла под контроль LNER, однако конкретно этот маршрут вместе с Midland Railway перешёл к LMS. Однако это дало возможность выбора жителям Саутенд-он-Си поездов до Ливерпуль-стрит или до Фенчёрч Стрит.

## История

### Образование
LMS была сформирована из следующих основных компаний:
- Caledonian Railway[англ.] 1793 км дорог
- Furness Railway[англ.] 254 км
- Glasgow and South Western Railway[англ.] 802 км
- Highland Railway[англ.] 814 км
- London and North Western Railway (включая Lancashire and Yorkshire Railway, купленную 1 января 1922 года) 4292,9 км
- Midland Railway 3493 км
- North Staffordshire Railway[англ.] 355 км

Кроме того, упомянутые компания владели ещё 24 дочерними железными дорогами, а также большим количеством совместных железных дорог.
В Ирландии находилось три железных дороги:
- Dundalk, Newry and Greenore Railway 42 км
- Northern Counties Committee 426 км
- Joint Midland and Great Northern of Ireland Railway 146 км

Большинство линий располагалось на территории Северной Ирландии.
Общий километраж путей LMS в 1923 году составлял 12 537 км.

### Ранняя история
История компании после объединения представляет внутреннюю борьбу двух крупнейших составляющих, Midland Railway и London and North Western Railway, каждая из которых в верность организации бизнеса только своей компании. В целом Midland выигрывала в этой борьбе с принятием практик компании, включая карминовую окраску пассажирских локомотивов и вагонов. Также стоит отметить продолжение «политики малых локомотивов» компании Midland (использование более лёгких и быстрых локомотивов, но более коротких поездов).
LMS также ввел новую систему правления, сломав традиции британских железных дорог и скопировав более современные американские правила, назначив президента и вице-президента компании.

### Национализация
Сильно пострадавшая в войне LMS была национализирована в 1948 году, став частью вновь образованной British Railways. Железнодорожная сеть в Северной Ирландии были переданы местным правительственным транспортным органам в 1949 году. Юридически Железная дорога Лондона, Мидленда и Шотландии существовала ещё около двух лет и была закрыта 23 декабря 1949 года.

## Железнодорожная деятельность
Несмотря на интересы во многих сферах экономики, LMS все же в первую очередь была железной дорогой. Компания работала во всех четырёх частях Великобритании, а в Англии — в 32 из 40 графств. Компания имела более 11 000 км путей, обслуживала 2 944 грузовых и 2 588 пассажирских станций, использовала 291 490 грузовых вагонов, 20 276 пассажирских вагонов и 9 914 локомотивов. Напрямую в компании работало 263 000 человек, а благодаря потреблению более 6,5 миллионов тонн угля, давала работу ещё 26 500 угольных шахтёров.

### Коммерческая деятельность
В течение первых 10 лет после образования, Железная дорога Лондона, Мидленда и Шотландии работала аналогично организационной структуре Midland Railway. На практике это означало, что руководители отдела продаж находились в подчинённом положении у потребностей операционного отдела. Система была изменена в 1932 году, когда была закончена крупная реструктуризация компании, в результате совет директоров был заменён на единоличного президента и поддержкой вице-президентов, каждый со своей сферой ответственности.
В компании был создан отдел коммерческих исследований, увеличено влияние отдела продаж в целом, а также дано специализированное обучение сотрудникам этого направления. В результате деятельность компании сменилась с техников, дающих задание исходя из своих возможностей, на обратный процесс: сотрудники коммерческого направления делали запросы исходя из максимизации продаж. Было назначено 35 районных менеджеров для наблюдения за продажами по грузовым и пассажирским станциям, а также важнейшим портовым точкам.
Представительства отдела продаж были созданы даже в Ирландском Свободном государстве, некоторых странах Европа и Северной Америки. Была создана ежемесячная рассылка «Quota News», а также выдавался трофей лучшим районам и продавцам. Чтобы добиться максимальной провозной мощности в часы пик, операционный отдел реорганизовал расписание обслуживания, чтобы иметь наибольшее количество локомотивов, подвижного состава и опытных сотрудников на важнейших позициях; кочегары обучались для временной замены машинистов, а чистильщики локомотивов — на кочегаров.
Компанией было введено множество специальных цен на билеты для стимулирования дополнительных поездок, развития нишевых рынков и превосходства над конкурентами. Самый дешёвый билет туда-обратно продавался по цене билета в одну сторону, а в районах конкуренции с аналогичными автобусными маршрутами, такие билеты продавались даже дешевле билетов в одну сторону. Компании, перевозившие большие объёмы грузов через LMS имели скидку на проездные для своих сотрудников, а для остальных пассажиров часто проводились специальные акции, например для спортивных рыболовов и транспортировщиков спортивных голубей на соревнования на скорость.
Пассажиро-километры компании существенно выросли с 6 500 миллионов в 1932 году до 8 500 к 1937 году, в то время как количество необходимых вагонов сократилось благодаря улучшенному обслуживанию и более эффективному использованию.

### Чартерные и экскурсионные перевозки
Чартерные и экскурсионные поезда были существенной статьёй доходов LMS, а компания стала специалистом по такого рода перевозкам, часто локомотивы и вагоны содержались в рабочем состоянии только для такого сезонного трафика. В один года компания перевезла 43 специальных поезда на скачки в Эйнтри, и ещё 55 на Финал Кубка Англии по футболу на Уэмбли. Более длительные мероприятия требовали и более массовых перевозок, на Выставку Империи в Глазго в 1938 году потребовалось 1 800 специальных поездов, и ещё 1 456 рейсов в связи с проведением праздника иллюминации в Блэкпуле. Количество перевезённых людей было просто удивительным, более 2,2 миллионов отдыхающих прибыло в Блэкпул с начала июля по конец сентября. Помимо массовых мероприятий, компания совершала и различные экскурсионные туры по различным направлениям, например Обан в Шотландском Хайленде, Кесуик в Озёрном крае и даже поля битв Первой мировой войны в Бельгии на железнодорожном пароме из Тилбери в Дюнкерк и далее бельгийскими железными дорогами.
Значение этого направления деятельности было столь велико, что в 1929 году был создан специальный департамент, увеличивший количество специальных поездов с 7 500 до 22 000 в 1938 году.

### Регулярное сообщение
И все же несмотря на важность экскурсионного трафика, регулярное железнодорожное сообщение было главным направлением развития LMS. Компания ввела ряд инноваций, чтобы сделать железнодорожный транспорт более привлекательным и приносящим рост бизнесу. Была увеличена скорость движения, введен более комфортный подвижной состав, а с 24 сентября 1928 года впервые стали использоваться спальные вагоны для пассажиров третьего класса. Эффект от этих улучшений был значительным, выручка выросла на £2,9 миллионов (£1,49 миллиардов в ценах 2013 года) с 1932 по 1938 годы.
Между большинством крупных городов сети компании ходили поезда, получившие собственные имена, ставшие известными: «Coronation Scot» с Юстона до Глазго, «Thames-Clyde Express» между Сент-Панкрас и Глазго, «The Palatine» между Сент-Панкрас и Манчестером, «The Irish Mail» Юстон-Холихед, и «The Pines Express» из Ливерпуля и Манчестера в Борнмут.

### Грузовые перевозки
Грузы составляли около 60 % выручки LMS, а их перевозки были ещё более разнообразными: от скоропортящихся продуктов, например молоко, рыба и мясо, до навалочных грузов полезных ископаемых и небольших партий товаров между отдельными людьми или компаниями.
Особенно важным маршрутом был поезд Тотон (ныне часть Ноттингема) — Криклвуд, доставлявшие уголь из шахт Ноттингемшира в Лондон.

## Подвижной состав

### Производство
Железной дороге Лондона, Мидленда и Шотландии принадлежало несколько мастерских, все унаследованные от компаний, вошедших в LMS. В них производились локомотивы, пассажирские вагоны, моторвагонные составы и грузовые вагоны, а также различные сопутствующие товары, необходимые для постоянной работы железной дороги.
Два производства располагались в Дерби, Derby Loco и Derby Carriage and Wagon Works. Первое было открыто в 1840-х гг. совместно North Midland Railway, Midland Counties Railway и Birmingham and Derby Railway для удовлетворения потребностей в локомотивах, вагонах и их обслуживании. Второе было открыто в 1860-х гг. Midland Railway (которая к тому моменту объединила вышеназванные железные дороги) в ходе реорганизации производственных мощностей, для того чтобы оставить на Derby Loco производство и ремонт только локомотивов. Мастерская Midland Railway также располагалась в Бромсгроув в Вустершире, полученная при присоединении Birmingham and Gloucester Railway.
От London and North Western Railway (LNWR) также было получено несколько мастерских. Мастерская в Кру была открыта в 1840 году компанией Grand Junction Railway. Мастерская в Вулвертоне в Бакингемшире была основана London and Birmingham Railway в 1830-х гг., а с 1862 года (когда производство локомотивов было переведено в Кру) стало производством пассажирских вагонов LNWR. В 1922 году, за год до создания LMS, LNWR приобрела Lancashire and Yorkshire Railway, включая их мастерскую в Хорвиче в Ланкашире, открывшуюся в 1886 году.
Ещё одна мастерская была построена Caledonian Railway в неподалеку от Глазго в 1856 году, а мастерская в Сток-он-Тренте в Стаффордшире была основана в 1864 году компанией North Staffordshire Railway. Обе железных дороги вошли в LMS, первая мастерская стала основной в Северном Дивизионе компании, а вторая закрыта в 1930 году с переводом всех работ в Кру.
Ещё несколько небольших мастерских также стали частью LMS, в том числе в Барроу-ин-Фернесс (Furness Railway), Боу (North London Railway), Килмарнок (Glasgow and South Western Railway) и Инвернесс (Highland Railway).

### Локомотивы
LMS получила наибольшее количество локомотивов из Большой Четвёрки. Несмотря на первоначальные проблемы из-за фрагментированности техники новой компании, в дальнейшем было создано несколько удачных проектов, многие из которых проработали до конца паровой эпохи British Railways в 1968 году.
Компания унаследовал разнообразные локомотивы от разных компаний. Локомотивы небольших железных дорог, соответственно отличавшиеся от основной массы, быстро были выведены из эксплуатации, в то время как типовые локомотивы Midland, LNWR и Lancashire and Yorkshire надолго задержались среди используемых.
Долгое время Midland Railway, а потом и LMS, проводила «политику малых локомотивов», то есть предпочитала небольшие паровозы, ведущие частые и довольно короткие поезда, используя второй локомотив при необходимости на подъёмах. К сожалению такая политика, эффективная на маршрутах из Шеффилда, Дерби и Ноттингема в Лондон, совершенно не подходила для поездов с Юстона в Глазго через Кру, Престон и Карлайл (West Coast Main Line) и понадобилось несколько лет, чтобы управленцы компании, ответственные за локомотивную тягу, поняли это.
Первым свидетельством изменений стал LMS Royal Scot 4-6-0 1927 года, официально спроектированный Фаулером, однако на самом деле спроектированный North British Locomotive Company с подтверждением Генри Фаулера, Главного Инженера LMS в то время. Тем не менее большинство проектов продолжало оставаться небольшими.
Ситуация изменилась с приходом Уильяма Станира. Его LMS Coronation Class стала символом компании и конкурентом LNER Class A4 London and North Eastern Railway.

### Пассажирские вагоны

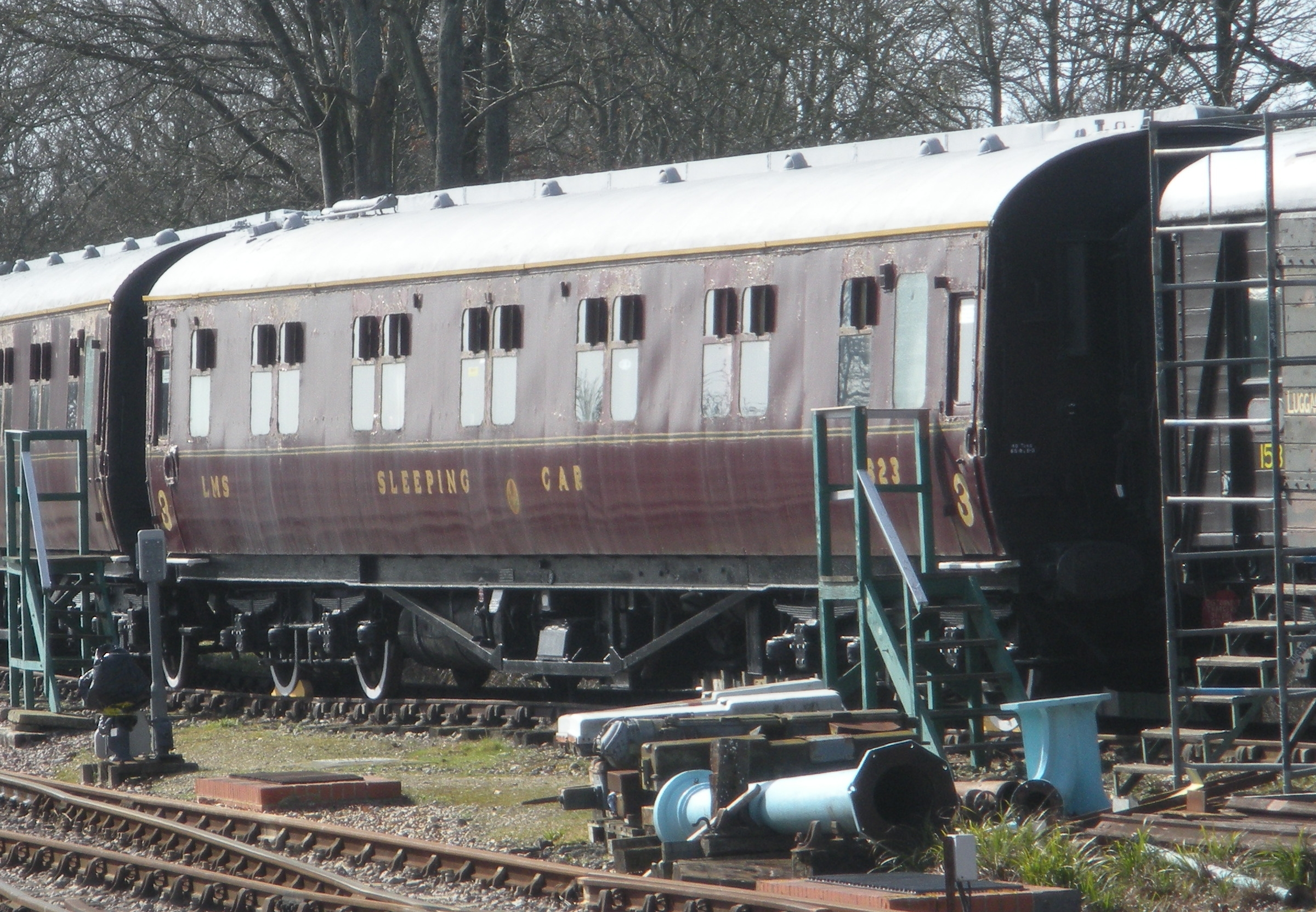
Спальный вагон LMS в стандартном коричневом окрасе

В ходе объединения LMS получила разнообразнейший набор пассажирского подвижного состава, а главой департамента пассажирских вагонов был назначен Роберт Уайт Рид, бывший сотрудник Midland Railway. Ещё до объединения Рид начал вводить систему более эффективного производства вагонов на Derby Carriage and Wagon Works, принадлежавшей Midland Railway, и вскоре она же была применена в бывшей мастерской London and North Western Railway в Вулветроне и Lancashire and Yorkshire Railway в Ньютон-Хит.
В то время большинство вагонов строилось путём соединения отдельных частей, изготавливавшихся больше необходимых размеров на станках, а потом урезались до нужного размера и устанавливались высококвалифицированными рабочими. Метод Рида предполагал использование полуфабрикатов массового производства, сделанных сразу нужного размера и формы. Это давало возможность простой замены отдельных частей. Такая система применялась ко всем деталям, которые только могли быть произведены в больших количествах (в силу высокой стоимости начала производства), например двери, вентиляция, окна, сидения.
В качестве дальнейшей рационализации производства был введен метод «Прогрессивного Производства». В соответствии с ним, массово произведенные детали собирались в «единицы сборки», каждая из которых, в свою очередь, являлась уже крупной частью конечного вагона, например боковые панели, конечные части вагона или целая крыша. Мастерские организовывались по принципу поточного производства, аналогичного современному конвейеру, а сборка деталей была переведена на более автоматизированную система. С внедрением этой системы время на строительство вагонов сократилось с 6 недель до 6 дней, и к 1931 году мастерские в Дерби и Вулвертоне справлялись с потребностями всей компании, так что производство в Ньютон-Хит было закрыто.

### Покраска составов
Каждая из компаний, вошедших в LMS, имела свою собственную окраску локомотивов и вагонов. Правление объединённой железной дороги в основном состояло из руководства бывшей Midland Railway, поэтому цветом вагонов компании стал кармин, использовавшийся Midland Railway и Glasgow and South Western Railway до объединения (North Staffordshire Railway имела также очень похожий оттенок). Цвет оказался удачным, почти не стиравшимся и практичным.

## Технические инновации

### Электрификация
LMS имела несколько пригородных маршрутов на электричестве вокруг Лондона, Ливерпуля, Манчестера и в Ланкашире.

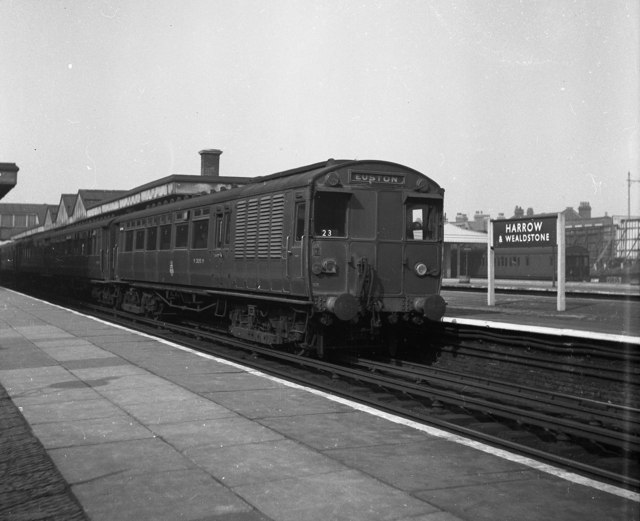
Электропоезд, аналогичный использовавшимся LMS в Лондоне, стоит на станции Харроу и Уэлдстон после национализации

В округе Лондона обычно использовалась система четырёх рельс (два контактных рельса), которая также использовалась в лондонском метро и частично в подземных железных дорогах (например Metropolitan Railway). Линии от Боу-роуд до Баркинга, Юстона до Уотфорд Джанкшен, Брод стрит до Ричмонда, а также сопутствующие ветки были электрифицированы ещё до объединения, однако LMS продлила ветку от Баркинга до Апминстера в 1932 году.
В округе Ливерпуля использовался третий рельс. Маршруты от Ливерпуля до Саутпорта и Эйнтри и от Эйнтри до Ормскирк уже были построены. Новые ветки от Беркенхед до Уэст Кирби и Нью Брайтона были присоединены к этой сети в 1938 году.
В Манчестере линия до Бери была электрифицирована ещё Lancashire and Yorkshire Railway с использованием контактного рельса. В сотрудничестве с LNER позднее была сделана воздушная контактная сеть до Алтринчам и открыта 11 мая 1931 года.
Маршрут от Ланкастера до Хейшама через Моркам был электрифицирован Midland Railway ещё в 1908 году.

### Полностью стальные вагоны
В 1926 году LMS представила «полностью стальные пассажирские вагоны», большой шаг вперед относительно ранних конструкций. Раньше вагоны строились из дерева или обшитые металлическими пластинами с деревянной основой на тяжёлых подрамниках. Стальные вагоны строились изначально на раме, что делало вагон более надежным и упрощало конструкцию. Такая конструкция также делала вагоны прочнее в случае аварии, как например в аварии в Дамфрис-энд-Галловей 25 октября 1928 года, когда передний стальной вагон принял на себя почти всю силу удара. Строительство таких вагонов осуществлялось сторонними компаниями, во многом чтобы обеспечить их заказами в сложных экономических условиях, однако уже в скором времени LMS вернулась к более традиционному производству в своих собственных мастерских.

## Аварии
- 1932 — Авария в Уинвик, неподалеку от Уоррингтона, 11 погибло и 19 ранено.
- 1946 — авария в Личфилде; 20 погибло и 21 пострадал.

## Нежелезнодорожная деятельность

### Каналы
Железная дорога Лондона, Мидленда и Шотландии владела большим количеством каналов, однако многие из них были закрыты по инициативе компании. Те, что не были закрыты при национализации были отделены от железнодорожной компании и переданы советы по водному сообщению.

### Корабельная деятельность

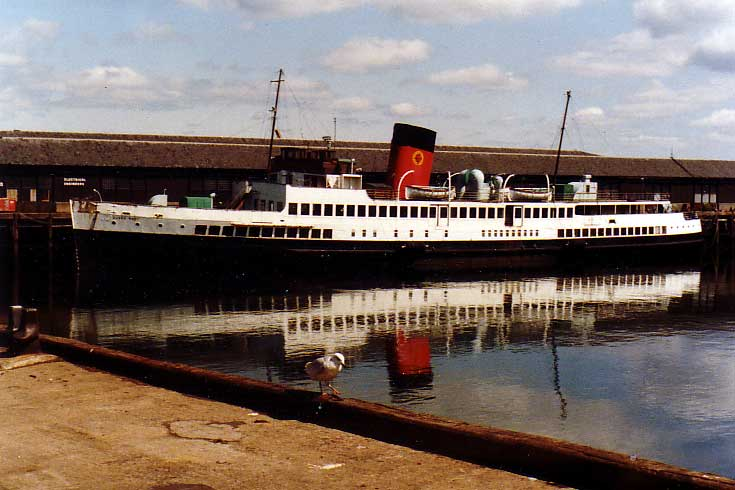
Пароход TS Queen Mary, принадлежавший LMS с 1935 года по 1947, использовался в Ферт-оф-Клайд

От своих предшественников LMS получила множество доков, пирсов и причалов. Размеры отличались от крупнейших портов в Барроу-ин-Фернесс и Грейнджмуте и паромных переправ из Холихеда, Хейшама, Странрара и Флитвуда до небольших пирсов на Темзе и Клайде.

### Дорожный транспорт
LMS владела долями в различных грузовых компаниях, занимавшихся автомобильными перевозками, в Лондоне, Глазго, Манчестере. Под управлением компании в общей сложности находилось 29 754 автомобиля.

### Гостиницы

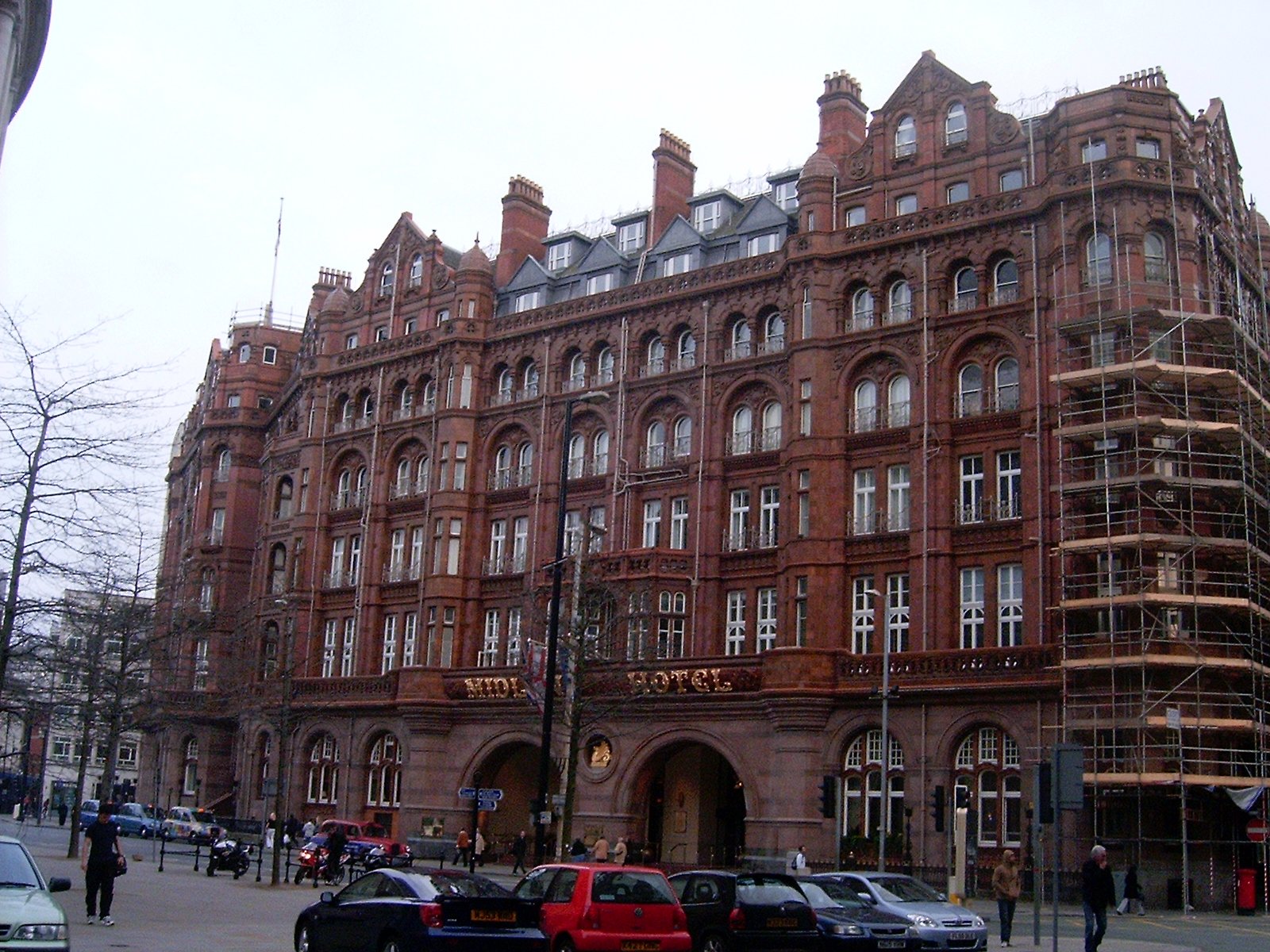
Midland Hotel, Манчестер, одна из многих гостиниц, принадлежавших раньше LMS

LMS Hotels & Catering Service, помимо обслуживания вагонов-ресторанов и кафе на станциях также управляла и сетью из примерно 30 гостиниц на территории Великобритании. Перед началом второй мировой в это отделе работало 8 000 человек, обслуживалось 50 миллионов человек в год, что приносило около £3 миллионов (£157 миллионов в ценах 2013 года). Такие масштабы позволяли LMS заявлять, что компания управляет крупнейшей сетью гостиниц в Британской империи.
Гостиницы были очень разнообразными, большие курорты, в центрах городов и небольшие провинциальные гостиницы. Одной из самых известных гостиниц был Мидлэнд в Моркаме, отремонтированный в стиле Ар-деко. Большинство гостиниц работало круглый год, однако некоторые были открыты лишь в определённые месяцы, когда был высок туристический поток.

## Комментарии
1. ↑  Существует мнение, что сокращение должно быть LMSR для единообразия с LNER, GWR и SR. Однако символика самой железной дороги всегда использовала LMS, и именно это сокращение считается основным. Изредка также использовалось сокращение LM&SR.